# Les Ponts-de-Cé
Les Ponts-de-Cé es una comuna francesa situada en el departamento de Maine y Loira, en la región de Países del Loira.

## Demografía
| 5911 | 7175 | 9589 | 10 739 | 11 032 | 11 387 | 12 589 |
| Para los censos de 1962 a 1999 la población legal corresponde a la población sin duplicidades (Fuente: INSEE [Consultar]) |      |      |        |        |        |        |